# Auguste Sophie von Pfalz-Sulzbach

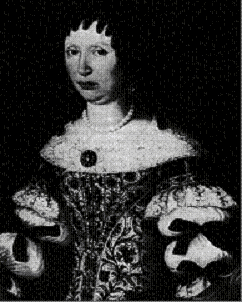
Pfalzgräfin Auguste Sophie von Sulzbach (1624–1682), Fürstin von Lobkowicz

Auguste Sophie von Pfalz-Sulzbach (* 22. November 1624 in Sulzbach; † 30. April 1682 in Nürnberg) war eine Pfalzgräfin von Sulzbach und durch Heirat Fürstin von Lobkowicz.

## Leben
Auguste Sophie war eine Tochter des Pfalzgrafen und Herzogs August von Sulzbach (1582–1632) aus dessen Ehe mit Hedwig (1603–1657), Tochter des Herzogs Johann Adolf von Schleswig-Holstein-Gottorf. Auguste Sophie, die streng protestantisch aufwuchs, kam nach dem Tod ihres Vaters zur Erziehung an den Hof ihrer Großtante, der schwedischen Königin Maria Eleonore nach Nyköping.
Die Prinzessin galt als wenig vermögend und heiratete in dessen zweiter Ehe am 6. Februar 1653 Fürst Wenzel Eusebius von Lobkowicz, Herzog von Sagan (1609–1677). Dessen Vater war erst 1624 in den Reichsfürstenstand erhoben worden und zudem war Wenzel Eusebius noch katholisch, weshalb die Vermählung im Reich für Aufsehen sorgte. Als Mitgift erhielt Auguste Sophie 12.000 Taler und als Wittum wurde ihr Amt und Schloss Sternstein sowie eine Rente von 2.800 Talern zugesprochen. Ihr Bruder Christian August hatte vom Bräutigam verlangt, das evangelische Glaubensbekenntnis der Prinzessin zu garantieren, doch wurde dieser Sachverhalt nicht in die Eheverträge aufgenommen. Trotzdem gab es auf Seiten des Fürsten erfolglos Einflussnahme, um seine Frau zur Konversion zu bewegen, wofür er auch Jesuiten zu seiner Frau kommen ließ. Auguste Sophie weigerte sich auch, den katholischen Kaiserhof in Wien zu besuchen, wo ihr Mann als Erster Geheimer Rat, also als leitender Minister Leopolds I., fungierte.
Auguste Sophie kümmerte sich um das Schloss in Neustadt an der Waldnaab, den lobkowiczschen Fürstensitz, wo sie eine eigene Kapelle im Alten Schloss besaß; sie betätigte sich karitativ und galt sogar unter den katholischen Geistlichen als beliebt. Als Protestantin konnte sie ihrem Gemahl nicht in das katholische Böhmen oder an den kaiserlichen Hofe in Wien folgen und ist deshalb bis zum Sturz ihres Ehemannes der Oberpfalz geblieben. Im Fürstentum Sagan konnte sie ihrem Mann zu einer toleranten Politik gegenüber den Evangelischen beeinflussen. Wenzel Eusebius ernennt seine Ehefrau Augusta Sophie 1673 zur Regentin über Neustadt und Störnstein. Seit damals treten fürstlich Lobkowitz’sche Oberbeamten in Neustadt auf, deren erster Christoph Philipp Zickel war.
Nach dem Tod ihres Mannes lebte Auguste Sophie in Nürnberg, wo sie auch starb und in der dortigen Lorenzkirche bestattet wurde.

## Nachkommen
Aus ihrer Ehe hatte Auguste Sophie folgende Kinder:
- Sohn (*/† 1654)
- Ferdinand August (1655–1715), Fürst von Lobkowicz, Herzog von Sagan

⚭ 1. 1677 Gräfin Claudia von Nassau-Hadamar (1660–1680)
⚭ 2. 1680 Prinzessin Anna Maria von Baden-Baden (1655–1701)
⚭ 3. 1703 Gräfin Marie Philippine von Althann (1671–1706)
⚭ 4. 1707 Prinzessin Maria Johanna von Schwarzenberg (1681–1739)
- Philipp Ferdinand Adalbert (1656–1659)
- Marie Hedwig Sophie (1658–1660)
- Franz Wilhelm (1659–1698)